# Conrad Friedrich Løffler
Conrad Friedrich Løffler (1. maj 1768 i København – 9. juni 1819 sammesteds) var en dansk maler, bror til Christian Løffler og farfader til Ernst og J.B. Løffler.
Han var søn af maleren Ernst Heinrich Løffler og Susanne Christiane født Marr. Han begyndte meget tidligt at gå på Kunstakademiet, hvor faderen var lærer, således at han allerede fjorten år gammel kunne komme ind på gipsskolen. Året efter (1783) blev han elev af modelskolen; han vandt 1784 den lille, men først 1789 den store sølvmedalje. Samme år konkurrerede han uden held til den lille guldmedalje. Han levede nu som tegnelærer, forventende en informatorplads ved Akademiet, som han dog aldrig opnåede. Han led meget af et svagt helbred, men var en stræbsom og elskværdig mand.
Han blev gift 30. december 1801 i København med Maria Margrethe Bentley (16. januar 1780 smst. - 10. januar 1846 smst.), datter af silkefarver Michael Richard Bentley og Maria Margrethe Reimer. Han døde den 9. juni 1819 og er begravet på Assistens Kirkegård.

## Værker
- Blomster i glas (1782, tidligere i Johan Hansens samling)
- Sankt Bendts Kirke i Ringsted (gouache, tidligere i Johan Hansens samling)
- Dameportræt (tidligere kaldet kobberstikkeren J.F. Clemens' hustru, tidligere i Johan Hansens samling)
- Mandsportræt (1793, tidligere i Johan Hansens samling)
- Faderen Ernst Heinrich Løffler (farvelagt tegning, 1793, Det Nationalhistoriske Museum på Frederiksborg Slot)
- Amtmand Heinrich von Levetzow (farvelagt tegning, 1794, Det Nationalhistoriske Museum på Frederiksborg Slot)
- Københavns Søbefæstning (farvelagt tegning, 1794, signaturen tidligere fejlagtigt tydet som O. Løffler, Det Nationalhistoriske Museum på Frederiksborg Slot)